# Camptotecina
La camptotecina es un fármaco citotóxico que posee propiedades antiproliferativas sobre varios tipos de tumores malignos, incluyendo el cáncer de pulmón, cáncer de colon y cáncer de mama.
Fue aislado por primera vez en el año 1958 por M.E. Wall y M.C. Wani mientras estudiaban de forma sistemática productos naturales que tuvieran propiedades anticancerosas, en 1966 se determinó su estructura química. Se obtiene de la corteza y las hojas del árbol de origen chino Camptotheca acuminata y su acción se debe a la inhibición de la enzima topoisomerasa I.
En los estudios realizados se ha comprobado su eficacia en el tratamiento de varios tipos de tumores malignos, aunque la utilidad práctica de la sustancia queda limitada por su baja solubilidad y efectos adversos, por lo que se han desarrollado diferentes derivados que mejoran sus propiedades. Entre los más empleados se encuentran el topotecán y el irinotecán.